# William Shakespeare
William Shakespeare (Stratford-upon-Avon, batejat el 26 d'abril de 1564 del calendari julià - 23 d'abril de 1616 del calendari julià; 3 de maig de 1616 del calendari gregorià) fou un dramaturg, poeta i actor anglès, considerat un dels escriptors més grans de la literatura universal.
La "New Encyclopaedia Britannica" assenyala que "molts el consideren el dramaturg més gran de tots els temps. Les seves obres […] es representen més vegades i en major nombre de nacions que les de qualsevol altre escriptor".
Les obres de Shakespeare han estat traduïdes a les principals llengües i les seves obres dramàtiques continuen representant-se per tot el món. A més, moltes cites i neologismes de les seves obres han passat a formar part de l'ús quotidià, tant en anglès com en altres llengües. Amb el pas del temps, s'ha especulat molt sobre la seva vida, qüestionant la seva sexualitat, la seva afiliació religiosa i, àdhuc, l'autoria de les seves obres.

## Biografia
Els seus pares, John Shakespeare i Mary Arden van tenir vuit fills, dels quals Shakespeare era el tercer i el primer home de la família. John Shakespeare era comerciant de llanes, pells i guants, a més de corredor de finques i posteriorment administrador de l'Ajuntament.

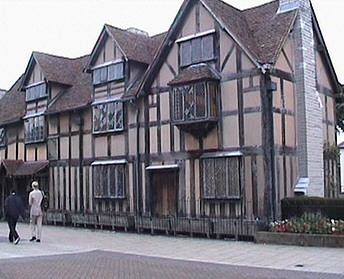
La residència a Stratford, coneguda com el lloc de naixement de Shakespeare (tot i que és incert). Es diu que el poeta i dramaturg hauria nascut a l'habitació amb les finestres a quadres.

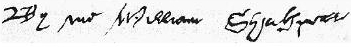
Signatura de Shakespeare (By me William Shakespeare)

William assistí durant sis mesos a l'escola primària i, a partir dels deu anys, a l'escola secundària, on li ensenyaren autors llatins. Més tard, la seva família va sofrir un declivi econòmic, per la qual cosa Shakespeare no va poder cursar estudis universitaris. El 1582, a l'edat de 18 anys, es va casar amb Anne Hathaway, de 26 anys, amb qui va tenir una filla i dos bessons.
El 1587 Shakespeare va començar a treballar a Londres com a actor de teatre. La seva primera obra literària va ser un poema eròtic titulat Venus i Adonis, que data de 1593. Aviat va arribar la pesta i els teatres es van haver de tancar durant prop de dos anys. És llavors quan el comte de Southampton, Henry Wriothesly passa a ser el seu protector i molt probablement l'acull durant aquest període. Amb la reobertura dels teatres, el 1594, Shakespeare s'associa a la companyia de Lord Chamberlain, cosí de la reina. A partir d'aquest moment, Shakespeare obtindrà tot un seguit d'èxits, que els seus contemporanis de major nivell cultural van rebutjar per considerar el teatre un vulgar entreteniment.

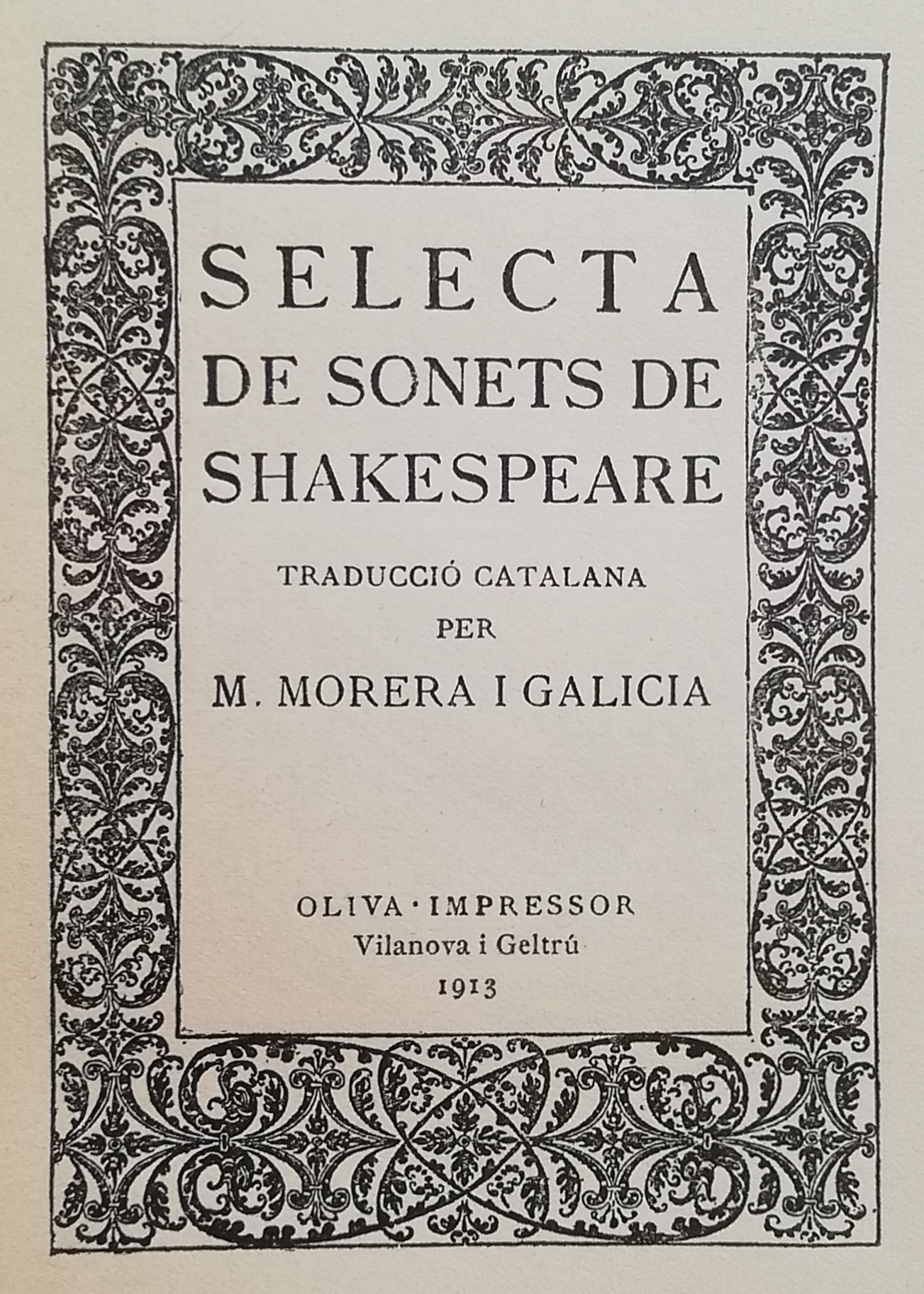
Edició de 1913 d'una versió en català de sonets de William Shakespeare

El 20 d'octubre de 1596 va comprar un títol nobiliari per al seu pare i el 4 de maig de 1597 va comprar una casa a Stratford. El 9 de novembre va morir la seva mare, Mary Arden. Després d'escriure La tempesta, Shakespeare visqué retirat a Stratford amb la seva família, aspirant a integrar-se en la petita burgesia local. En el seu testament, fet el 25 de març de 1616, deixà totes les seves propietats intactes als seus descendents, algunes coses a tres actors, Richard Burbage, John Heminges i Henry Condell, i a la seva dona, el seu segon llit. El 23 d'abril de 1616, morí William Shakespeare. Tradicionalment, s'ha relacionat la seva mort amb la beguda, i més específicament conseqüència d'una borratxera després d'una reunió amb Ben Jonson i Michael Drayton per festejar algunes noves idees literàries. Recents investigacions a càrrec de científics alemanys afirmen que és probable que l'escriptor tingués càncer en un ull.
El 25 d'abril va ser enterrat al presbiteri de l'església de Stratford. Els seus companys, set anys més tard, li van retre el millor homenatge en publicar les seves obres completes, el Folio de 1623. Aquest llibre ha acabat essent la base de totes les edicions i representacions posteriors de la seva obra i, en darrer terme, de la seva immortalitat.
Shakespeare va ser un contemporani de Miguel de Cervantes, qui va morir només deu dies abans que el literat anglès. Casualment la data de la mort de l'un i la del sepeli de l'altre, el 23 d'abril, coincideixen per la diferència de calendaris usats. Tot i que hi ha gent que creu que tots dos van morir en la mateixa data, en realitat Cervantes ho va fer el 22 i va ser enterrat l'endemà.
També va fer moltes actuacions teatrals poètiques i moltes comèdies perquè era un bon actor.

## Trajectòria
La primera vegada que tenim notícies de Shakespeare com a actor i autor és el 1592, en un escrit pòstum del dramaturg Robert Grenne. Grenne fa referència a Shakespeare en les frases : "Cor de tigre embolcallat en pell d'actor.", i "Es pensa que és l'únic sacseja-escenes del país." És una al·lusió a l'obra Enric VI, amb la qual Shakespeare va tenir un èxit formidable. Mentre els teatres van estar tancats per la pesta va escriure dos poemes llargs, barrocs i eròtics: Venus i Adonis i La violació de Lucrècia. També va escriure dues comèdies d'enginy i elegància artificiosos: Penes d'amor perdudes i Els dos gentilhomes de Verona.

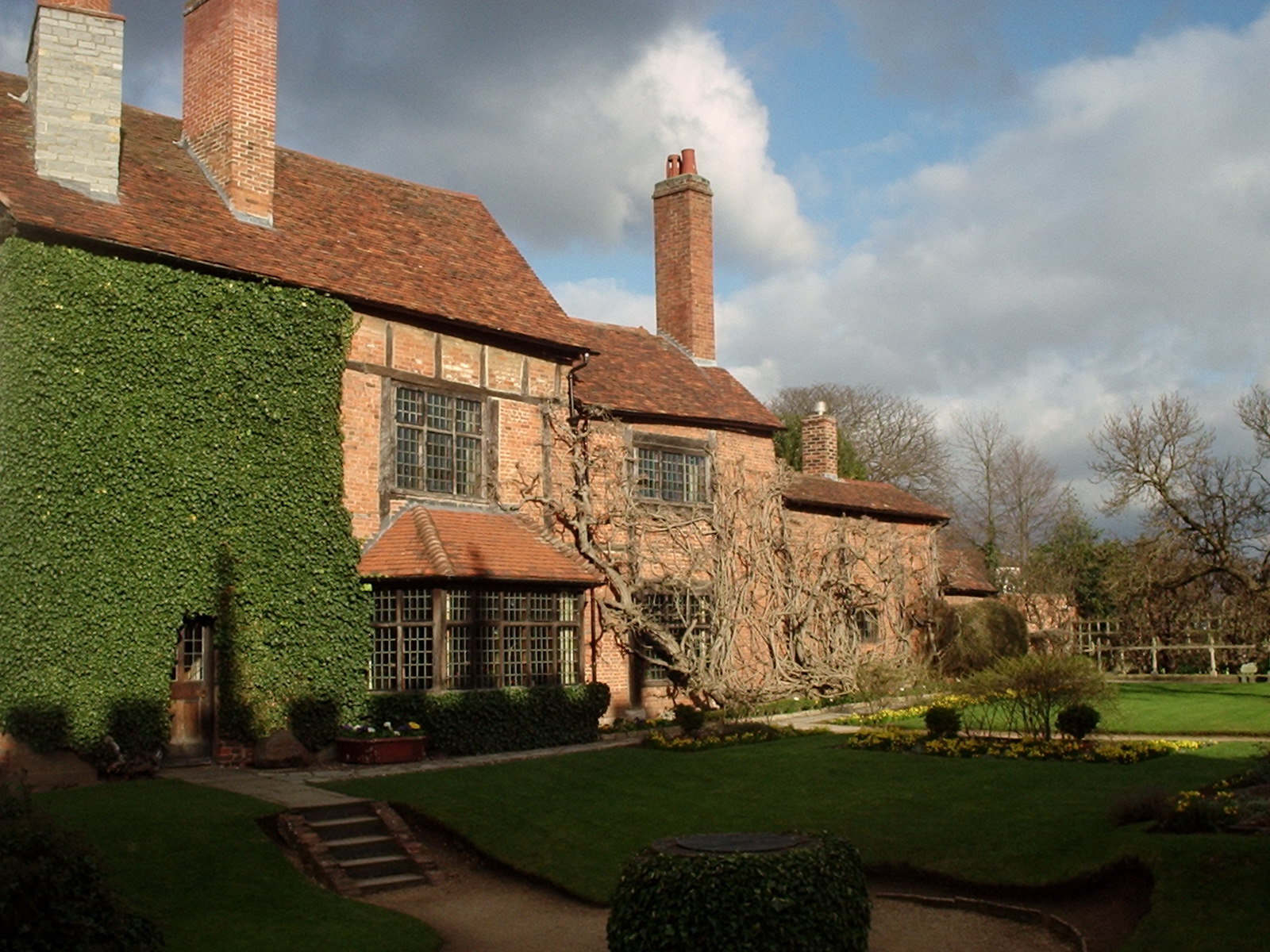
New Place, Stratford-upon-Avon, construïda on hi havia la casa de Shakespeare.

Amb la reobertura dels teatres el 1594, Shakespeare s'associa a la companyia de Lord Chamberlain. Era una època en què faltaven autors, la qual cosa era una gran oportunitat per a William. En poc més de dos anys escriurà Romeo i Julieta, El somni d'una nit d'estiu, Ricard II, El mercader de Venècia i L'amansiment de la fúria. Amb totes aquestes obres inaugura un estil dramàtic nou: un estil poètic, refinat i enginyós, en el qual la musicalitat del vers gairebé és tan important com l'acció mateixa.
És també un temps en què els anys d'optimisme nacional són substituïts per una era de cinisme i de rigidesa burocràtica, ambient que Shakespeare criticarà. L'autor es burla de grans valors com ara l'honor, la dignitat, l'amor, el respecte..., cosa que coincideix amb l'esperit de l'època, però que no suposa una adopció del to desenganyat i escèptic dels altres dramaturgs. Així, Shakespeare optarà per escriure comèdies romàntiques on l'amor i l'enginy triomfen sobre els perills que els sotgen. Fins i tot l'humor canvia d'estil: desapareixen les bromes obscenes i són substituïdes per un enginy més líric i més reflexiu.
A més, el govern prohibeix que s'escriguin noves obres sobre la història nacional, perquè les considera perillosament al·lusives al delicat moment present. Shakespeare decideix continuar amb la mateixa temàtica però situant-la a Roma. Així, Juli Cèsar, el conflicte entre els principis ètics elevats i els seus efectes tràgics, és la primera de les seves obres de tema romà.
Les obres que Shakespeare escriu a principis del segle xvii reflecteixen un estat d'ànim perplex, un humor molt "negre" i una falta de claredat estranya, tant en el tema com en l'estructura, com si el dramaturg hagués perdut parcialment el control dels seus recursos habituals.
Quan mor la reina Elisabet, Jaume I, el nou rei, adopta la companyia de Shakespeare com a "Companyia del Rei". És a partir d'aleshores que el seu art entra en un període intens dominat per la visió tràgica, cosa que es palesa en Macbeth, Otel·lo, El rei Lear, Timó d'Atenes, Antoni i Cleopatra i Coriolà.
El 1608, l'autor Richard Burbage obté la llicència per actuar en un espai tancat. Shakespeare no segueix el camí marcat pels seus contemporanis pel que fa als estils nous que aquest canvi afavoreix. En lloc dels drames realistes i sàtires urbanes de moda, comença a cultivar un nou gènere, el romanç: barreja de tragèdia, comèdia i drama líric, copiant efectes habituals de les mascarades luxoses de la cort, com ara, coreografies, balls, maquinària que permet elevacions, aparicions, etc. Cimbelí, Conte d'hivern i La tempesta són obres que presenten situacions romàntiques.

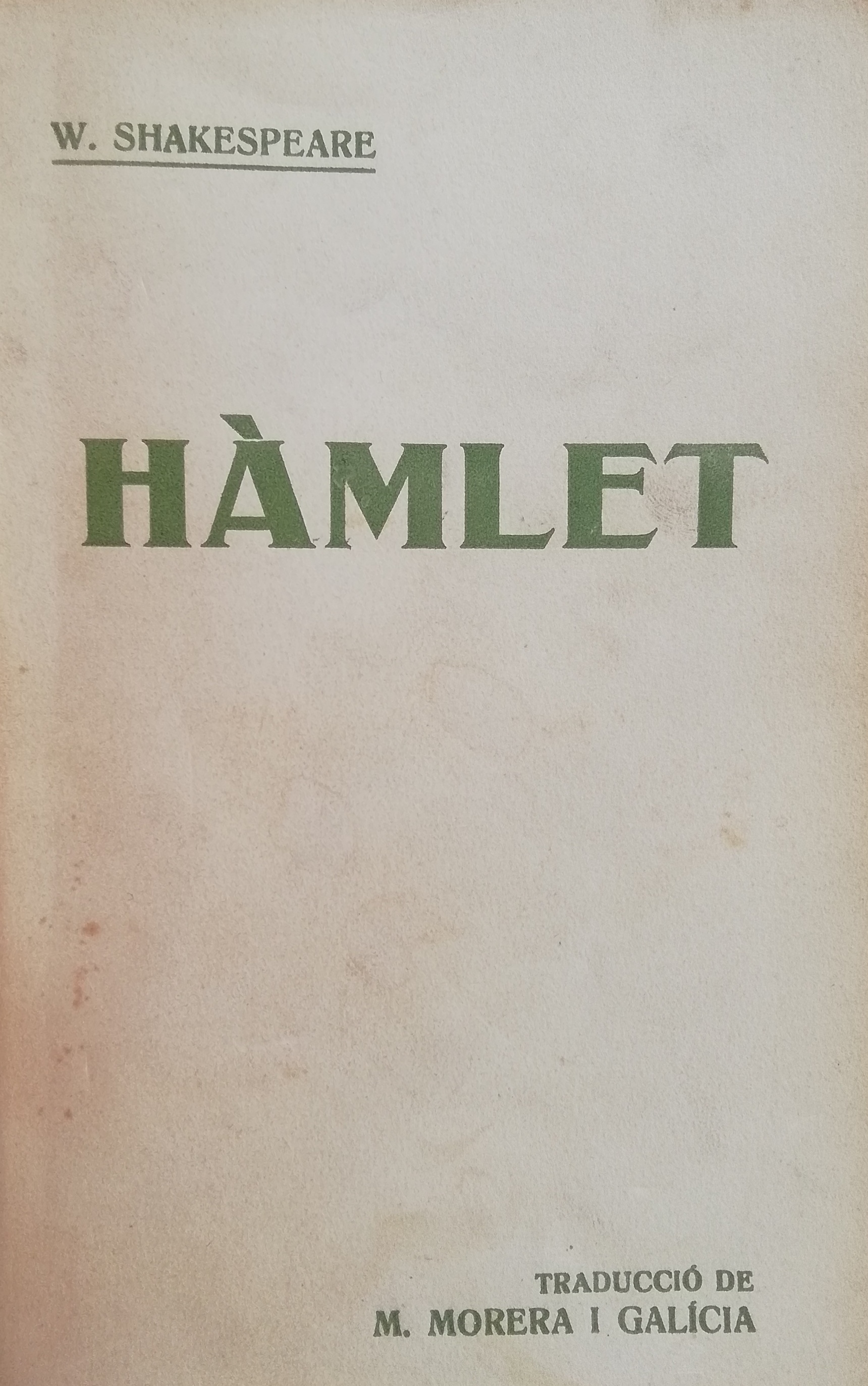
Traducció catalana de Hàmlet publicada a Barcelona l'any 1920

En el seu retir col·labora, però, amb dramaturgs joves en un parell d'obres més: Enric VIII i Els dos nobles cavallers.

## La poesia
El 1593 i 1594, quan els teatres es van tancar a causa de la pesta, Shakespeare va publicar dos poemes narratius de temàtica eròtica: Venus i Adonis i La Violació de Lucrècia, dedicats a Wriothesley Henry, comte de Southampton. A Venus i Adonis, un innocent Adonis rebutja els apropaments sexuals de Venus, mentre que a La Violació de Lucrècia, la virtuosa Lucrècia és violada pel luxuriós Tarquin. Sota la influència de Les Metamorfosis d'Ovidi, els poemes mostren la culpa i la confusió moral que es deriven de la luxúria descontrolada. Tots dos poemes foren molt exitosos i es reimprimiren força vegades en vida de Shakespeare.
Un tercer poema narratiu, La queixa d'un amant, en què una jove es lamenta d'haver estat conquistada per un seductor pretendent, es va imprimir el 1609. La majoria dels estudiosos accepten avui dia que Una queixa d'amant és una obra genuïna de Shakespeare, encara que consideren que les seves qualitats literàries queden entelades per uns efectismes feixucs. El Fènix i la tortuga (1601) és un lament per la mort de la llegendària au Fènix i la seva amant, la fidel Tórtora.
El 1599, una versió primerenca de dos sonets, els 138 i 144, apareix a L'apassionat peregrí, publicat sota el nom de Shakespeare, però sense el seu permís.

### Els sonets

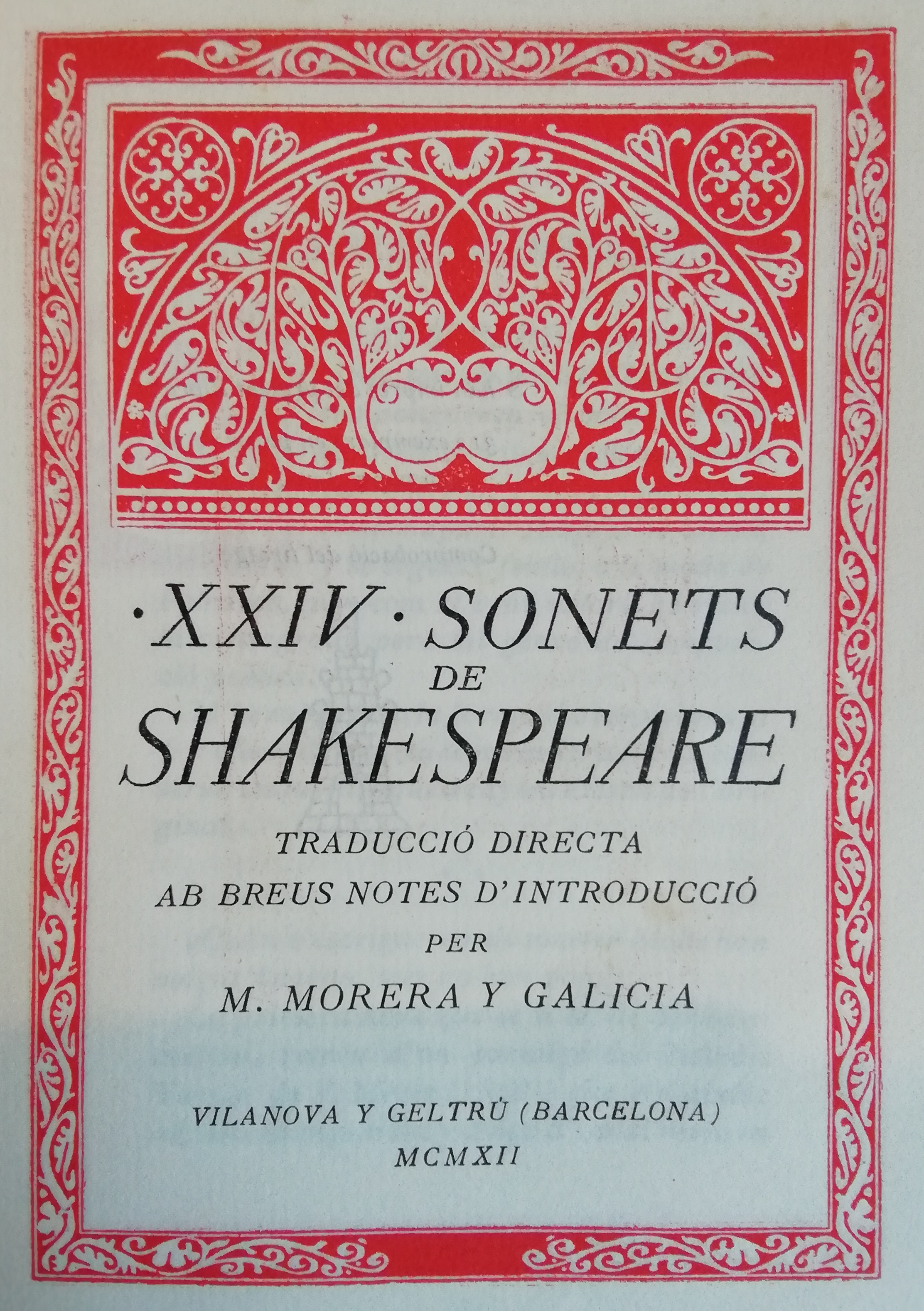
XXIV Sonets de William Shakespeare traduïts al català l'any 1912

Publicats el 1609, els sonets són l'última obra no dramàtica Shakespeare que es va imprimir. Els acadèmics no estan segurs sobre la data o dates de redacció, però l'evidència suggereix que van ser escrits per Shakespeare al llarg de la seva carrera per a un públic lector, tot i que no van tenir l'èxit dels poemes anteriors. Fins i tot abans dels dos sonets no autoritzats que van aparèixer a El pelegrí apassionat el 1599, Francis Meres digué el 1598 que Shakespeare "llegia sonets entre els seus amics".
Pocs analistes creuen que l'ordre seqüencial en què es troben fos escollit per l'autor. Semblava haver previst dues sèries: una sobre la incontrolable ambició d'una dona casada de pell fosca (la "Dama Fosca"), i una altra sobre un amor conflictiu amb el "fair youth" (jove ros), potser de tipus homosexual; no queda clar si aquestes dues figures, la Dama Fosca i el Jove Ros, representen persones reals, ni si el "jo" dels poemes s'ha d'identificar amb el de Shakespeare, malgrat que el poeta anglès del XIX Wordsworth considera que amb els sonets "Shakespeare obrí el seu cor".
L'edició 1609 es va dedicar a un encara desconegut "Mr. WH ", anomenat l'"únic inspirador dels poemes". També s'ignora si aquesta inscripció va ser escrita per Shakespeare o per l'editor Thomas Thorpe. Fins i tot es dubta de si Shakespeare va autoritzar-ne la publicació.
La crítica elogia dels sonets la profunda meditació sobre la naturalesa de l'amor, la passió sexual, la procreació, la mort, i el temps.

## Shakespeare a través del temps

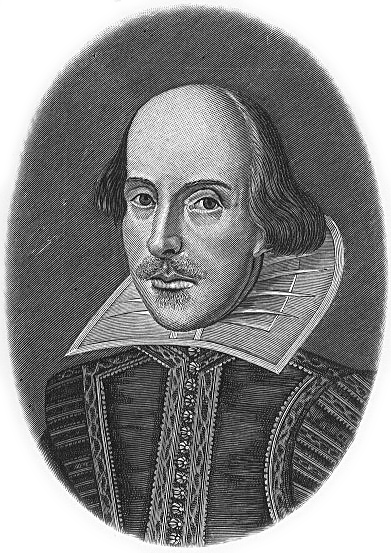
William Shakespeare

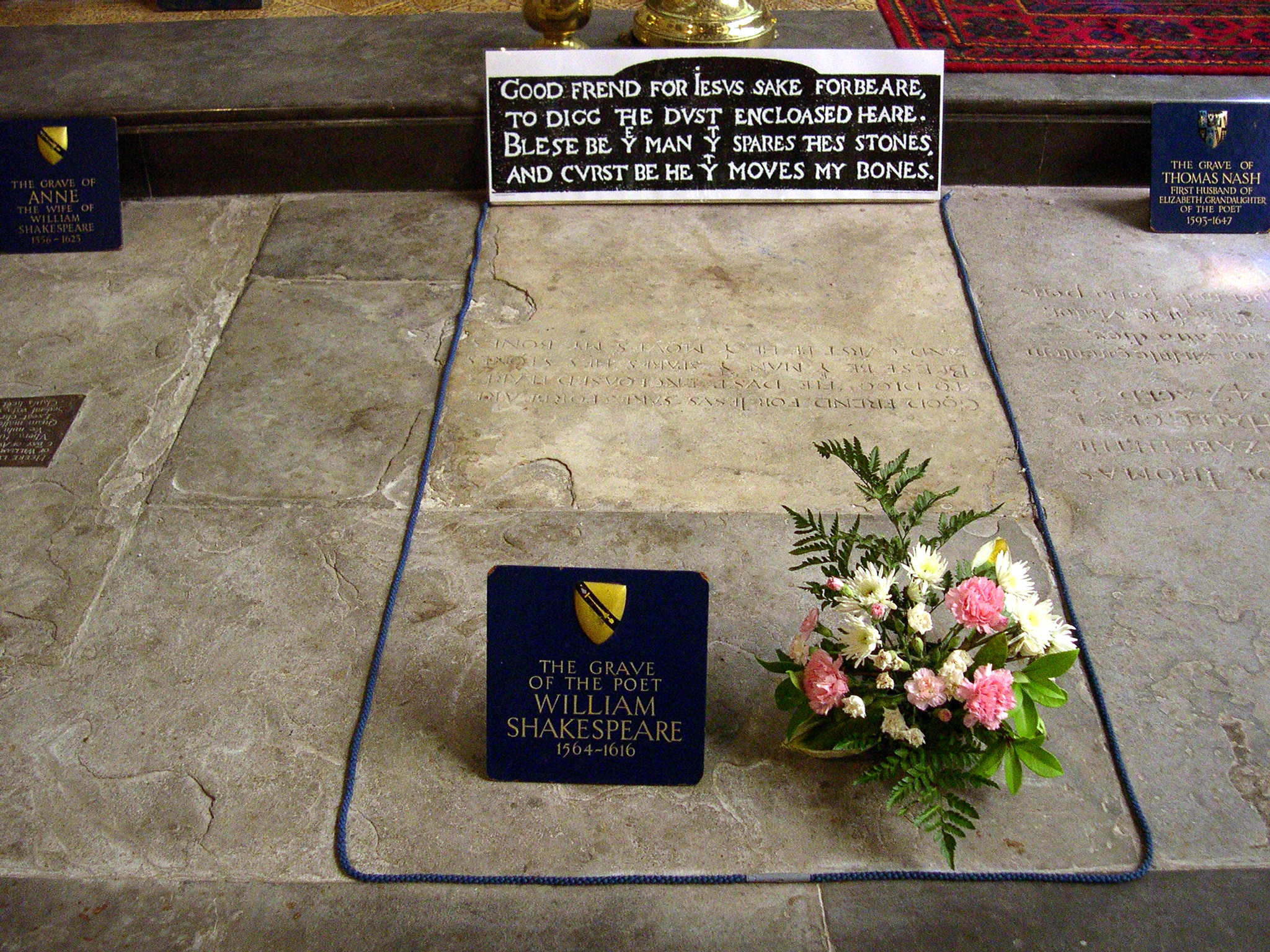
Epitaf i tomba de Shakespare a la Holy Trinity Church.

Cada època històrica ha primat determinades obres segons les preocupacions i interessos imperants. El concepte de "justícia poètica" que va prevaler en el segle xviii va provocar el rebuig de moltes de les tragèdies de Shakespeare, ja que segons els seus criteris el teatre havia de promoure exemples de virtut. El crític anglès Samuel Johnson (1709-1784) no va acceptar el desenllaç del Rei Lear, que va considerar cruel i innecessari, i la versió de 1681 de Nahum Tate va substituir la de Shakespeare fins a mitjan segle xix, sorprès amb el seu gran èxit al públic lector: en ella hi ha un final feliç en què Cordèlia i Lear aconsegueixen triomfar sobre els obstacles, i la protagonista es casa amb Edgard, legítim hereu del comte de Gloucester.
Cap al 1772, el famosíssim actor Garrick modificà bona part de Hamlet en suprimir l'escena dels enterramorts i eximir Laertes de tota culpa referent al verí que portava en la seva espasa. És més, la reina Gertrudis aconsegueix sobreviure per portar una vida de penediment, la qual cosa no ocorre en l'original.
El 1807 Thomas Bowdler va publicar Family Shakespeare, una versió modificada per fer-la, segons el seu criteri, més apta per a dones i nens, que no pogués «ofendre la ment virtuosa i religiosa». Aquesta adaptació va donar origen a la paraula anglesa bowdlerize, que designa la censura puritana.
Així doncs, l'adaptació, interpretació i retorsió de l'obra shakespeariana va ser durant molt de temps el producte d'uns interessos morals, polítics i estètics concrets, i escamotejar l'ombrívola concepció de la vida que ofereix genuïnament Shakespeare.
El llargmetratge de Laurence Olivier, Enric V, filmat en honor dels combatents de la Segona Guerra Mundial, va fer que determinats passatges fossin ressaltats per animar el patriotisme britànic; el més significatiu va ser l'arenga del monarca a les seves tropes abans de la batalla d'Agincourt contra les tropes franceses. El mateix cal dir sobre innombrables adaptacions teatrals i cinematogràfiques fins a aquests mateixos dies.

## Polèmiques sobre Shakespeare
Hi ha diversos temes controvertits al voltant de la figura d'aquest autor. El més important és sobre l'autoria real o no de les seves obres, que alguns crítics atribueixen a altres escriptors. Argumenten que el seu bagatge cultural i d'experiències familiars lligades al camp i el comerç no s'adiuen amb el coneixement sobre l'alta política que apareix a moltes de les seves obres. Tampoc no és coherent amb el vocabulari emprat en els seus escrits, que va influir poderosament en la llengua anglesa.
Altres polèmiques crítiques tracten la religió de l'autor (catòlic o no) i sobre la seva homosexualitat (extreta dels passatges dels sonets). Els estudiosos que rebutgen aquesta idea invoquen la presència de la Dama Fosca com a referent i el tractament de la dona i l'amor a les seves obres teatrals.
Per acabar, no hi ha acord acadèmic sobre la classificació d'algunes peces teatrals (les anomenades problem plays) en tragèdies o comèdies, ja que barregen elements d'ambdós gèneres en contra de les recomanacions de la poètica del seu temps.

## Obres

### Obres teatrals canòniques
Llevat que s'indiqui el contrari, les obres teatrals següents estan llistades, pel que fa a les trenta-sis obres incloses en el First Folio de 1623, seguint l'ordre en el qual allí apareixen, afegint al final de la llista de les comèdies les dues obres que no hi són incloses (Pericles, Prince of Tyre i The Two Noble Kinsmen).
A continuació de cada obra s'hi fan constar els principals traductors al català de cadascuna d'elles.
| Comèdies - La tempesta (The Tempest) * Josep Carner (1910) R. Negre (1927) C.A. Jordana (1930) Josep Maria de Sagarra (dècada de 1940) Salvador Oliva (1985) Miquel Desclot (1997), publicada (1998) - Els dos gentilhomes de Verona (Two Gentlemen of Verona) C.A. Jordana (1930) J.M. de Sagarra (dècada de 1940) S. Oliva (1991) - Les alegres casades de Windsor (The Merry Wives of Windsor) Josep Carner (1909) Josep Maria de Sagarra (dècada de 1940) Salvador Oliva (1988) - Mesura per mesura (Measure for Measure) ** Salvador Vilaregut (1928) Josep Maria de Sagarra (dècada de 1940) Salvador Oliva (1985) - La comèdia dels errors (The Comedy of Errors) Josep Maria de Sagarra (dècada de 1940) Salvador Oliva (1989) Sara Mañero/Julie McLucas (1987) - Molt soroll per no res (Much Ado About Nothing) R. Pomés Soler (1909) Josep Lleonart (1925) Salvador Vilaregut (1929) Josep Maria de Sagarra (dècada de 1940) Salvador Oliva (1991) - Treballs d'amor perduts (Love's Labour's Lost) Josep Maria de Sagarra (dècada de 1940) Salvador Oliva (1990) - Somni d'una nit d'estiu (A Midsummer Night's Dream) Josep Carner (1908) R. Vives y Pastor (1908) Alfons Maseras (1923), publicada (1929) R. Negre (1927) Josep Maria de Sagarra (dècada de 1940) Aurora Díaz-Plaja (1980) Salvador Oliva (1989) Marià Villangómez (1989) - El mercader de Venècia (The Merchant of Venice) ** Joan Puig i Ferreter (1909) Magí Morera i Galícia (1924) Josep Maria de Sagarra (dècada de 1940) J. Voltas (1973) Salvador Oliva (1987) G. Castelló (2004) - Al vostre gust (As You Like It) Josep Maria de Sagarra (dècada de 1940) Salvador Oliva (1984) - La feréstega domada (The Taming of the Shrew) J. Farran i Mayoral (1908), revisada (1938) M. Duran i Tortajada (1928) E. Giménez Lloberes (1939) C.A. Jordana (1930) Josep Maria de Sagarra (dècada de 1940) Aurora Díaz-Plaja (1970) Salvador Oliva (1987) - Tot va bé si acaba bé (All's Well That Ends Well) ** F. Girbal Jaume (1909) Josep Maria de Sagarra (dècada de 1940) Salvador Oliva (1987) - Nit de Reis (Twelfth Night) Carles Capdevila i Recasens (1903), publicada el 1907 Carme Montoriol (1934) Josep Maria de Sagarra (dècada de 1940) Salvador Oliva (1986) Joan Sellent (2010) - Conte d'hivern (The Winter's Tale) *, ** V. Caldes Arús (1909) R. Negre (1927) Josep Maria de Sagarra (dècada de 1940) Salvador Oliva (1987) - Pèricles, príncep de Tir (Pericles, Prince of Tyre) * Josep Maria de Sagarra (dècada de 1940) Salvador Oliva (1992) - Els dos nobles cavallers (The Two Noble Kinsmen) * ----- | Drames històrics - Vida i mort del rei Joan (King John) J. Martí Sabat (1909) Josep Maria de Sagarra (dècada de 1940) Salvador Oliva (1991) - Ricard II (Richard II) Salvador Oliva (1984) - Enric IV, part 1 (Henry IV, Part 1) Josep Sandaran Bacaria (1907) Josep Maria de Sagarra (dècada de 1940) Salvador Oliva (1985) - Enric IV, part 2 (Henry IV, Part 2) Salvador Oliva (1990) - Enric V (Henry V) Salvador Oliva (1986) - Enric VI, part 1 (Henry VI, Part 1) Salvador Oliva (1990) - Enric VI, part 2 (Henry VI, Part 2) Salvador Oliva (1990) - Enric VI, part 3 (Henry VI, Part 3) Salvador Oliva (1990) - Ricard III (Richard III) Josep Maria de Sagarra (dècada de 1940) Salvador Oliva (1989) - Enric VIII (Henry VIII) Salvador Oliva (1985) | Tragèdies - Troilos i Crèssida (Troilus and Cressida) ** C.A. Jordana (1932) Salvador Oliva (1988) - Coriol·là (Coriolanus) J. Perpinyà (1914), publicada el 1917 Magí Morera i Galícia (1915), publicada el 1918 Josep Maria de Sagarra (dècada de 1940) Gabriel Ferrater (1970-1971) Salvador Oliva (1989) Joan Sellent (2002) - Titus Andrònic (Titus Andronicus) Josep Maria de Sagarra (dècada de 1940) Salvador Oliva (1991) - Romeu i Julieta (Romeo and Juliet) Víctor Balaguer (1878) Magí Morera i Galícia (1920), publicada el 1923 C.A. Jordana (1932) Josep Maria de Sagarra (dècada de 1940) Salvador Oliva (1984) C. Juan (1996) Miquel Desclot (2003) F. Serra Balaguer (2008) M. Carbó (2009) - Timó d'Atenes (Timon of Athens) ** C. August Jordana (1932) Josep Maria de Sagarra (dècada de 1940) Salvador Oliva (1986) - Juli Cèsar (Julius Caesar) S. Vilaregut (1907) Magí Morera i Galícia (1927), publicada el 2006 C.A.Jordana (1930) Josep Maria de Sagarra (dècada de 1940) Salvador Oliva (1984) - Macbeth C. Montoliu (1907) Diego Ruiz (1908) R. Negre (11927) Magí Morera i Galícia (1927), publicada el 2006 C.A.Jordana (1928) Josep Maria de Sagarra (dècada de 1940) J. Pujol Cofan (1975) Salvador Oliva (1988) Miquel Desclot (2002) P. Fullana (2004) - Hamlet Antoni Bulbena i Tosell (1885), publicada el 1910 A. Masriera (1898) Magí Morera i Galícia (1918), publicada el 1920 Terenci Moix (1978), publicada el 1980 Salvador Oliva (1982) Joan Sellent (1999), publicada el 2000 A. Llisterri (2009) - Rei Lear (King Lear) Albert Albert i Torrellas (1908) Alfons Par (1912) Salvador Oliva (1988) Joan Sellent (2004) Ll. Soler Auladell (2008) Joan Sellent (2008) - Otel·lo A. Coma (1874) Alfons Par (1904) J. Perpinyà (1929) C.A.Jordana (1932) Josep Maria de Sagarra (dècada de 1940) Salvador Oliva (1988) Miquel Desclot (2006) - Antoni i Cleòpatra (Antony and Cleopatra) F. Torres i Ferrer (1907) C.A.Jordana (1930) Josep Maria de Sagarra (dècada de 1940) Salvador Oliva (1987) - Cimbelí (Cymbeline) * |

### Obres apòcrifes i perdudes
| Apòcrifes - Arden of Faversham - The Birth of Merlin - Locrine - The London Prodigal - The Puritan - The Second Maiden's Tragedy - Sir John Oldcastle - Thomas Lord Cromwell - A Yorkshire Tragedy - Edward III - Sir Thomas More (Traducció al català a cura de Jordi Fité. Adesiara editorial, Martorell, 2015). | Obres perdudes - Treballs d'amor guanyats - Cardeni |

### Poemes
- Sonets de Shakespeare. (Tots els sonets. Traducció de Gerard Vergés. Martorell: Adesiara editorial, 2017).
- Venus i Adonis
- La violació de Lucrècia
- L'apassionat peregrí[nb 13]
- El Fènix i la tortuga
- Queixa d'amants

## Shakespeare a la pantalla

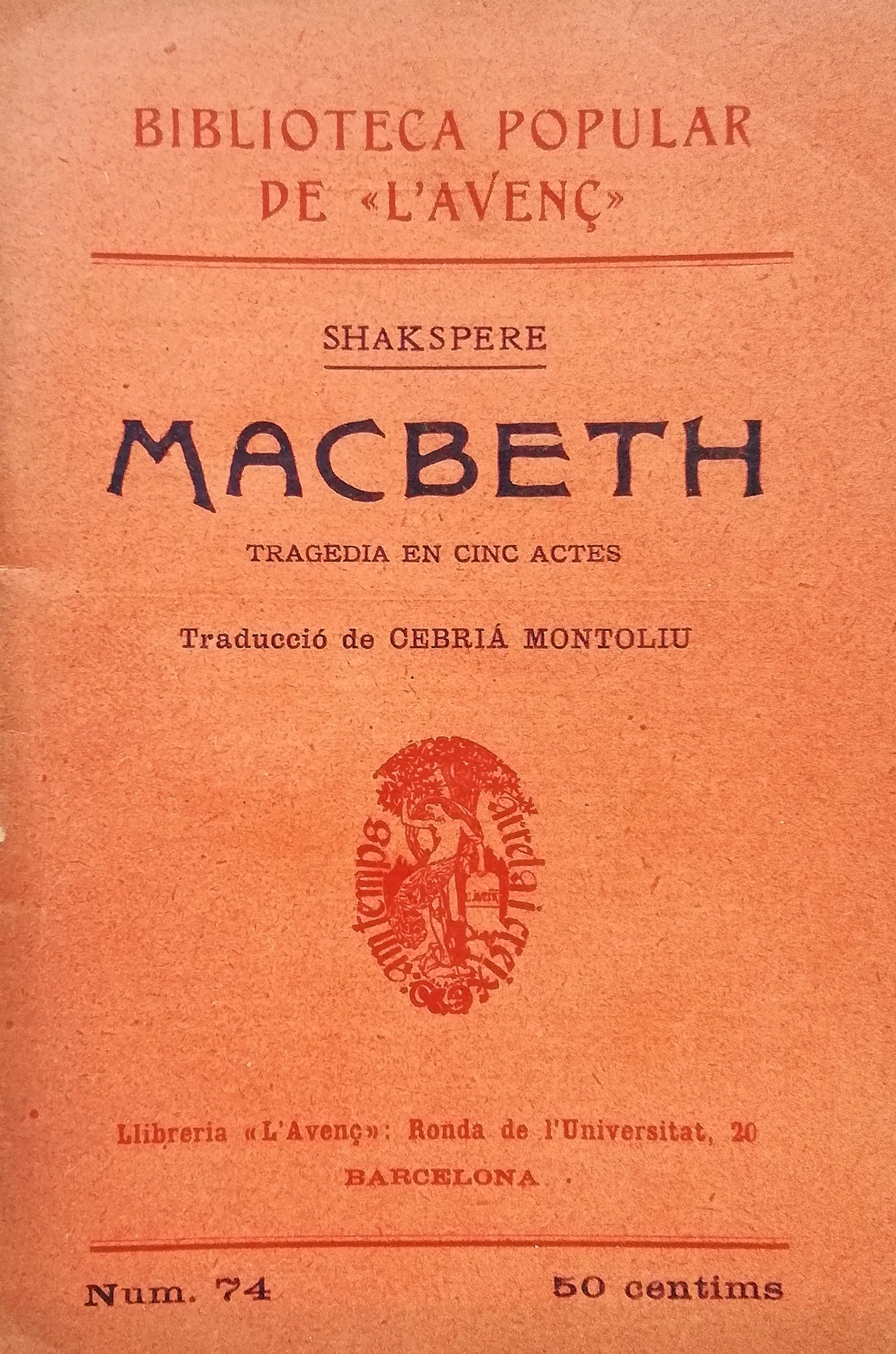
La tragèdia de Macbeth, la va dur al cinema Orson Welles l'any 1948. A la foto, traducció catalana publicada a Barcelona l'any 1907 dins la col·lecció Biblioteca Popular de L'Avenç

S'han produït unes 250 pel·lícules basades en texts de Shakespeare, la qual cosa demostra l'enorme influència de l'obra d'aquest escriptor. L'obra més vegades duta a la pantalla és Hamlet, amb 61 adaptacions al cinema i 21 sèries de televisió entre 1927 i 2000.
Entre les versions cinematogràfiques de la biografia shakespeariana destaca Shakespeare enamorat (Shakespeare in Love, 1998) dirigida per John Madden.
Algunes pel·lícules basades en obres de Shakespeare són les següents:
- The Taming of the Shrew (1929). Protagonitzada per Douglas Fairbanks i Mary Pickford.
- A Midsummer Night's Dream (1935). Dirigida per Max Reinhardt i William Dieter.
- Romeo and Juliet (1936). Dirigida per George Cukor.
- As You Like It (1936). Dirigida per Paul Czinner.
- Enric V (The Chronicle History of King Henry the Fifth with His Battle Fought at Agincourt in France, 1944). Dirigida per Laurence Olivier.
- Macbeth (1948). Dirigida per Orson Welles.
- Hamlet (1948). Dirigida per Laurence Olivier.
- Othello (1952). Dirigida per Orson Welles.
- Julius Caesar (1953). Dirigida per Joseph L. Mankiewicz.
- Romeo and Juliet (1954). Dirigida per Renato Castellani.
- Ricard III (Richard III, 1955). Dirigida per Laurence Olivier.
- Othello (1955). Dirigida per Sergei Jutkevitsh.
- El planeta prohibit (Forbidden Planet, 1956). Pel·lícula de ciència-ficció lliurement basada en La tempesta. Dirigida per Fred M. Wilcox.
- Kumonosu jo (1957). Lliurement basada en Macbeth. Dirigida per Akira Kurosawa.
- The Tempest (1960). Pel·lícula per a televisió dirigida per George Schaefer i protagonitzada per Richard Burton.
- West Side Story (1961). Pel·lícula musical basada en Romeu i Julieta. Dirigida per Jerome Robbins i Robert Wise.
- Hamlet (Gamlet, 1964). Dirigida per Grigori Kózintsev.
- Richard Burton's Hamlet (1964). Dirigida per Bill Colleran i John Gielgud i protagonitzada per Richard Burton.
- Campanades a mitjanit (1965). Basada en diverses obres, especialment Enric IV. Dirigida per Orson Welles.
- L'amansiment de la fúria (The Taming of the Shrew, 1967). Dirigida per Franco Zeffirelli i protagonitzada per Elizabeth Taylor i Richard Burton.
- Romeo and Juliet (1968). Dirigida per Franco Zeffirelli.
- Korol Lir (1969). Dirigida per Grigori Kózintsev.
- King Lear (1971). Dirigida per Peter Brook.
- Macbeth (1971). Dirigida per Roman Polanski.
- The Tempest (1982), dirigida per Paul Mazursky.
- Ran (1985), dirigida per Akira Kurosawa. Adaptació d'El rei Lear.
- King Lear (1987), dirigida per Jean-Luc Godard.
- Enric V (Henry V, 1989). Dirigida per Kenneth Branagh.
- Hamlet, l'honor de la venjança (Hamlet, 1990). Dirigida per Franco Zeffirelli i protagonitzada per Mel Gibson i Glenn Close.
- Prospero's Books (1991). Basada en La tempesta. Dirigida per Peter Greenaway.
- My Own Private Idaho (1991). Dirigida per Gus Van Sant i protagonitzada per River Phoenix i Keanu Reeves, lliurement basada en Enric IV.
- As You Like It (1992), dirigida per Christine Edzard.
- Molt soroll per no res (Much Ado About Nothing, 1993), dirigida per Kenneth Branagh.
- The Lion King (1994), dirigida per Rob Minkoff i Roger Allers. Pel·lícula d'animació realitzada pels estudis Disney lliurement basada en Hamlet.
- Otel·lo (Othello, 1995). Dirigida per Oliver Parker.
- Ricard III (Richard III, 1995). Dirigida per Richard Loncraine.
- Romeo + Juliet (1996). Dirigida per Baz Luhrman i protagonitzada per Leonardo Di Caprio i Claire Danes.
- Hamlet (1996). Dirigida per Kenneth Branagh i protagonitzada per Kenneth Branagh, Richard Attenborough, Judi Dench, Billy Crystal i Kate Winslet.
- Looking for Richard (1996), dirigida per Al Pacino.
- 10 Things I Hate About You (1999) (basada en La feréstega domada). Dirigida per Gil Junger i protagonitzada per Julia Stiles i Heath Ledger.
- A Midsummer Night's Dream (1999). Dirigida per Michael Hoffman i protagonitzada per Calista Flockhart i Michelle Pfeiffer.
- Treballs d'amor perduts (Love's Labour's Lost, 2000), dirigida per Kenneth Branagh.
- Hamlet (2000). Dirigida per Michael Almereyda i protagonitzada per Ethan Hawke, Julia Stiles i Kyle MacLachlan.
- El mercader de Venècia (The Merchant of Venice, 2004), dirigida per Michael Radford.
- As You Like It (2006). Dirigida per Kenneth Branagh

Altres pel·lícules basades en la vida de Shakespeare són les següents:
- Shakespeare in Love (1998), dirigida per John Madden
- Anonymous (2011), dirigida per Roland Emmerich

## Arbre geneaològic
|              |              |              |              |              |              |           |           |                   |                   |                   |                   | Richard Shakespeare | Richard Shakespeare | Richard Shakespeare | Richard Shakespeare | Richard Shakespeare | Richard Shakespeare |                     |                     |                    |                    |                    |                    | Robert Arden  | Robert Arden  | Robert Arden  | Robert Arden  | Robert Arden  | Robert Arden  |                  |                  |                    |                    |                    |                    |                    |                    |               |               |                |                |                |                |                |                |
|              |              |              |              |              |              |           |           |                   |                   |                   |                   | Richard Shakespeare | Richard Shakespeare | Richard Shakespeare | Richard Shakespeare | Richard Shakespeare | Richard Shakespeare |                     |                     |                    |                    |                    |                    | Robert Arden  | Robert Arden  | Robert Arden  | Robert Arden  | Robert Arden  | Robert Arden  |                  |                  |                    |                    |                    |                    |                    |                    |               |               |                |                |                |                |                |                |
|              |              |              |              |              |              |           |           |                   |                   |                   |                   | John Shakespeare    | John Shakespeare    | John Shakespeare    | John Shakespeare    | John Shakespeare    | John Shakespeare    |                     |                     |                    |                    |                    |                    | Mary Arden    | Mary Arden    | Mary Arden    | Mary Arden    | Mary Arden    | Mary Arden    |                  |                  |                    |                    |                    |                    |                    |                    |               |               |                |                |                |                |                |                |
|              |              |              |              |              |              |           |           |                   |                   |                   |                   | John Shakespeare    | John Shakespeare    | John Shakespeare    | John Shakespeare    | John Shakespeare    | John Shakespeare    |                     |                     |                    |                    |                    |                    | Mary Arden    | Mary Arden    | Mary Arden    | Mary Arden    | Mary Arden    | Mary Arden    |                  |                  |                    |                    |                    |                    |                    |                    |               |               |                |                |                |                |                |                |
|              |              |              |              |              |              |           |           |                   |                   |                   |                   |                     |                     |                     |                     |                     |                     |                     |                     |                    |                    |                    |                    |               |               |               |               |               |               |                  |                  |                    |                    |                    |                    |                    |                    |               |               |                |                |                |                |                |                |
|              |              |              |              |              |              |           |           |                   |                   |                   |                   |                     |                     |                     |                     |                     |                     |                     |                     |                    |                    |                    |                    |               |               |               |               |               |               |                  |                  |                    |                    |                    |                    |                    |                    |               |               |                |                |                |                |                |                |
|              |              |              |              |              |              |           |           |                   |                   |                   |                   |                     |                     | William Shakespeare | William Shakespeare | William Shakespeare | William Shakespeare | William Shakespeare | William Shakespeare |                    |                    | Anne Hathaway      | Anne Hathaway      | Anne Hathaway | Anne Hathaway | Anne Hathaway | Anne Hathaway |               |               | Joan Shakespeare | Joan Shakespeare | Joan Shakespeare   | Joan Shakespeare   | Joan Shakespeare   | Joan Shakespeare   |                    |                    | William Hart  | William Hart  | William Hart   | William Hart   | William Hart   | William Hart   |                |                |
|              |              |              |              |              |              |           |           |                   |                   |                   |                   |                     |                     | William Shakespeare | William Shakespeare | William Shakespeare | William Shakespeare | William Shakespeare | William Shakespeare |                    |                    | Anne Hathaway      | Anne Hathaway      | Anne Hathaway | Anne Hathaway | Anne Hathaway | Anne Hathaway |               |               | Joan Shakespeare | Joan Shakespeare | Joan Shakespeare   | Joan Shakespeare   | Joan Shakespeare   | Joan Shakespeare   |                    |                    | William Hart  | William Hart  | William Hart   | William Hart   | William Hart   | William Hart   |                |                |
|              |              |              |              |              |              |           |           |                   |                   |                   |                   |                     |                     |                     |                     |                     |                     |                     |                     |                    |                    |                    |                    |               |               |               |               |               |               |                  |                  |                    |                    |                    |                    |                    |                    |               |               |                |                |                |                |                |                |
|              |              |              |              |              |              |           |           |                   |                   |                   |                   |                     |                     |                     |                     |                     |                     |                     |                     |                    |                    |                    |                    |               |               |               |               |               |               |                  |                  |                    |                    |                    |                    |                    |                    |               |               |                |                |                |                |                |                |
|              |              | John Hall    | John Hall    | John Hall    | John Hall    | John Hall | John Hall |                   |                   | Susanna Hall      | Susanna Hall      | Susanna Hall        | Susanna Hall        | Susanna Hall        | Susanna Hall        |                     |                     | Hamnet Shakespeare  | Hamnet Shakespeare  | Hamnet Shakespeare | Hamnet Shakespeare | Hamnet Shakespeare | Hamnet Shakespeare |               |               |               |               | Judith Quiney | Judith Quiney | Judith Quiney    | Judith Quiney    | Judith Quiney      | Judith Quiney      |                    |                    | Thomas Quiney      | Thomas Quiney      | Thomas Quiney | Thomas Quiney | Thomas Quiney  | Thomas Quiney  |                |                |                |                |
|              |              | John Hall    | John Hall    | John Hall    | John Hall    | John Hall | John Hall |                   |                   | Susanna Hall      | Susanna Hall      | Susanna Hall        | Susanna Hall        | Susanna Hall        | Susanna Hall        |                     |                     | Hamnet Shakespeare  | Hamnet Shakespeare  | Hamnet Shakespeare | Hamnet Shakespeare | Hamnet Shakespeare | Hamnet Shakespeare |               |               |               |               | Judith Quiney | Judith Quiney | Judith Quiney    | Judith Quiney    | Judith Quiney      | Judith Quiney      |                    |                    | Thomas Quiney      | Thomas Quiney      | Thomas Quiney | Thomas Quiney | Thomas Quiney  | Thomas Quiney  |                |                |                |                |
|              |              |              |              |              |              |           |           |                   |                   |                   |                   |                     |                     |                     |                     |                     |                     |                     |                     |                    |                    |                    |                    |               |               |               |               |               |               |                  |                  |                    |                    |                    |                    |                    |                    |               |               |                |                |                |                |                |                |
|              |              |              |              |              |              |           |           |                   |                   |                   |                   |                     |                     |                     |                     |                     |                     |                     |                     |                    |                    |                    |                    |               |               |               |               |               |               |                  |                  |                    |                    |                    |                    |                    |                    |               |               |                |                |                |                |                |                |
| John Barnard | John Barnard | John Barnard | John Barnard | John Barnard | John Barnard |           |           | Elizabeth Barnard | Elizabeth Barnard | Elizabeth Barnard | Elizabeth Barnard | Elizabeth Barnard   | Elizabeth Barnard   |                     |                     | Thomas Nash         | Thomas Nash         | Thomas Nash         | Thomas Nash         | Thomas Nash        | Thomas Nash        |                    |                    | Thomas Quiney | Thomas Quiney | Thomas Quiney | Thomas Quiney | Thomas Quiney | Thomas Quiney |                  |                  | Shakespeare Quiney | Shakespeare Quiney | Shakespeare Quiney | Shakespeare Quiney | Shakespeare Quiney | Shakespeare Quiney |               |               | Richard Quiney | Richard Quiney | Richard Quiney | Richard Quiney | Richard Quiney | Richard Quiney |
| John Barnard | John Barnard | John Barnard | John Barnard | John Barnard | John Barnard |           |           | Elizabeth Barnard | Elizabeth Barnard | Elizabeth Barnard | Elizabeth Barnard | Elizabeth Barnard   | Elizabeth Barnard   |                     |                     | Thomas Nash         | Thomas Nash         | Thomas Nash         | Thomas Nash         | Thomas Nash        | Thomas Nash        |                    |                    | Thomas Quiney | Thomas Quiney | Thomas Quiney | Thomas Quiney | Thomas Quiney | Thomas Quiney |                  |                  | Shakespeare Quiney | Shakespeare Quiney | Shakespeare Quiney | Shakespeare Quiney | Shakespeare Quiney | Shakespeare Quiney |               |               | Richard Quiney | Richard Quiney | Richard Quiney | Richard Quiney | Richard Quiney | Richard Quiney |

### Obres de l'autor
- Per la llarga llista d'obres de Shakespeare en traducció catalana, vegeu la plana sobre Shakespeare sota "Literatura universal en català", Visat, la revista digital de literatura i traducció del PEN català.
- Per una llista de les seves obres organitzada per tipus, vegeu L'obra de Shakespeare, de Susanna Alonso-Cuevillas Sayrol, 2004.
- Shakespeare, William; (traducció de Luis Astrana Marín). Obras completas: Tragedias (en castellà).  Aguilar, 2003. ISBN 978-84-03-09427-7.

### Sobre l'autor i la seva obra
- Lee, Sidney. A Life of William Shakespeare (en anglès).  Nova York: The Macmillan Company, 1901 [Consulta: 11 gener 2016].
- Schoenbaum, Samuel. William Shakespeare: A Compact Documentary Life (en anglès).  Nova York / Oxford: Oxford University Press, 1987 [Consulta: 11 gener 2016].
- Pujol, Dídac (2008), “La traducción al catalán de la oralidad fingida en el teatro de Shakespeare”. Dins: Jenny Brumme (ed.), La oralidad fingida: descripción y traducción. Teatro, cómic y medios audiovisuales. Con la colaboración de Hildegard Resinger y Amaia Zaballa. Madrid i Frankfurt del Main: Iberoamericana / Vervuert, pp. 115–134. Parcialment disponible a Google Books
- Pujol, Dídac (2007), Traduir Shakespeare. Les reflexions dels traductors catalans. Lleida: Punctum & Trilcat, col·lecció “Quaderns”, 3. (244 pp.) Parcialment disponible a Google Books
- Pujol, Dídac (2005), "Els sonets de Shakespeare traduïts per Salvador Oliva". Reduccions. Revista de poesia, 81-82, pp. 226–231. (Ressenya de: William Shakespeare, Els sonets. Versions en prosa i en vers de Salvador Oliva. Barcelona: Edicions 62 / Empúries, 2002)
- Sellent Arús, Joan (2007), “Entendre Shakespeare” (pdf). Quaderns. Revista de traducció, 14, pp. 171–182
- Auden, Wystan Hugh; Djembé, Gonzalo G. Trabajos de amor dispersos (en castellà).  Editorial Critica, febrer 2004. ISBN 978-84-8432-423-2 [Consulta: 24 febrer 2012].
- Belsey, Catherine. The subject of tragedy: identity and difference in Renaissance drama (en anglès).  Routledge, 1991. ISBN 978-0-415-06582-5.
- Bloom, Harold. Shakespeare: La invencion de lo humano (en castellà).  Editorial Norma, Octubre 2001. ISBN 978-958-04-6168-5 [Consulta: 24 febrer 2012].
- Cercignani, Fausto. Shakespeare's Works and Elizabethan Pronunciation (en anglès).  Oxford: Clarendon Press, 1981. ISBN 978-0198119371.
- Clarín «Expertos alemanes aseguran que Shakespeare murió víctima de un cáncer» (en castellà). ., 23-02-2006. Arxivat de l'original el 2010-02-03 [Consulta: 16 juny 2009].
- de la Concha, Ángeles; Elices, Juan Francisco; Zamorano Rueda, Ana Isabel. Literatura inglesa hasta el siglo XVII (en castellà).  Universidad Nacional de Educación a Distancia, 2002. ISBN 978-84-362-4695-7.
- Greenblatt, Stephen. Will in the World: How Shakespeare Became Shakespeare (en anglès).  W. W. Norton & Company, 17 de setembre de 2005. ISBN 978-0-393-32737-3.
- Kermode, Frank. El Tiempo de Shakespeare (en castellà).  Debate, 28 de febrer de 2005. ISBN 978-84-8306-612-6.
- Oliva, Salvador. Introducció a Shakespeare.  Editorial Empúries, 1 de gener de 2000. ISBN 978-84-7596-753-0.
- Vergés, Gerard: Tretze biografies imperfectes. Editorial Destino, Barcelona, 1986
- Buffery, Helena; Udina, Dolors (traducció). Shakespeare in Catalan. Translating Imperialism [Shakespeare en català. Traduir l'imperialisme].  Vic: Eumo Editorial, 2007. ISBN 9788497663793.